# Plouzélambre
Plouzélambre (bretonisch: Plouzelambr) ist eine französische Gemeinde mit 202 Einwohnern (Stand 1. Januar 2022) im Département Côtes-d’Armor in der Region Bretagne. Sie gehört zum Arrondissement Lannion, zum Kanton Plestin-les-Grèves und ist Mitglied des 2015 gegründeten Gemeindeverbands Lannion-Trégor Communauté. Die Bewohner nennen sich Plouzélambrais(es).

## Geografie
Plouzélambre liegt rund zwölf Kilometer (Luftlinie) südwestlich der Kleinstadt Lannion im Norden der Bretagne.   

## Bevölkerungsentwicklung
| Jahr                       | 1962 | 1968 | 1975 | 1982 | 1990 | 1999 | 2006 | 2012 |
| Einwohner                  | 281  | 241  | 216  | 231  | 208  | 217  | 210  | 227  |
| Quellen: Cassini und INSEE |      |      |      |      |      |      |      |      |

Die zunehmende Mechanisierung der Landwirtschaft und die zahlreichen Toten des Ersten Weltkriegs führten zu einem Absinken der Einwohnerzahlen bis auf die Tiefststände in neuerer Zeit. 

## Baudenkmäler
Siehe: Liste der Monuments historiques in Plouzélambre